# Acrobrycon ipanquianus
Acrobrycon ipanquianus är en fiskart som först beskrevs av Cope, 1877.  Acrobrycon ipanquianus ingår i släktet Acrobrycon och familjen Characidae. Inga underarter finns listade i Catalogue of Life.